# Hajnóczy-barlang
A Hajnóczy-barlang Magyarország fokozottan védett barlangjai közül az egyik. A Bükki Nemzeti Park területén található. A Bükk-vidék harmadik leghosszabb, Magyarország 13. leghosszabb, a Déli-Bükk leghosszabb barlangja. A Bükk-vidék egyik legidősebb, faunával igazolt korú barlangja. Az ország ötödik legmagasabb barlangja. Az egyik legsokoldalúbban kutatott és feldolgozott hazai barlang.

## Leírás
A bükk-vidéki Déli-Bükkben, az Odorvár közelében, egy fokozottan védett természetvédelmi területen van a szűk, egy méter magas és fél méter széles bejárata, amelyet sok turistatérkép feltüntet. Az Odor-vár csúcsától 140 méternyire, délnyugati irányban, a hegy déli, meredek oldalán, sziklafalak aljában, egy erdőben található a barlangbejárat. A bejárat előtt egy vízszintesebb, kis méretű terület van. A bejárat Cserépfalun nyílik, de a barlang járatai átnyúlnak Bükkzsércre. A Hajnóczy-barlang közelében van az Odorvári-barlang. A bejárat után helyezték el a barlang további részeit lezáró vasajtót.
Triász ladin-karni tűzköves és tűzkőmentes, szürke mészkőben keletkezett tektonikus törésvonalak mentén. Az elágazó barlang járatai több szintben helyezkednek el. A barlangban, a kialakulás szempontjából, két részt lehet megkülönböztetni. Egy réteglap menti oldódással, majd később korróziós folyamatok hatására keletkezett, leginkább tekervényes, keskeny és sok szűk részt tartalmazó barlangrészre és egy főleg eróziós kialakulású, a barlang legnagyobb méretű termeit magában foglaló barlangrészre. A törmelékhalmok és az omladékok a nagy termek közötti átjárhatóságot nehezítik. A Latinka Sándor-kürtőben a kipreparálódott tűzkőgumók jól megfigyelhetők. A barlangban sok a kalcitkristály és a különböző kifejlődésű cseppkő, például barlangi gyöngy, valamint változatos formájú és méretű heliktit, különböző színű függőcseppkő, állócseppkő, cseppkődrapéria és nagy méretű cseppkőlefolyás. A cseppkövekben leggazdagabb rész a Galéria. A Galériában a 180–310 centiméter magas és 6–15 centiméter átmérőjű cseppkövek különlegessége, hogy a függőleges hosszmetszeteik egy szabálytalan, cikk-cakkos sávot alkotnak és nem téglalap alakúak.
A barlang legmélyebb pontja a Stromfi nevű részben, legmagasabb pontja a Szabó András-teremben van. Legszűkebb átjárója a Satu. A Nagy-terem 48 méter hosszú, 14 méter széles és 6–10 méter magas, az Óriás-terem 62 méter hosszú, 16 méter széles és 14 méter magas, a Tsitsogó 87 méter hosszú, 26 méter széles és 3,8 méter magas. A kannelúrás, egyes helyeken breccsásodott, meredek falú Grand-kanyon 42 méter hosszú, 1,5–7,5 méter széles és néhány helyen 13–15 méter magas. A Kürtőskalács kanyargós járatában eróziós üstök vannak. A barlang alsó szintjén néha, lecsorgó víz jelenik meg. Az Alsó-füstös-terem és a Felső-füstös-terem falán található sötét bevonat anyaga, az Egri Tanárképző Főiskola Kémia Tanszékének elemzése szerint kalcium-szulfát-vaskarbonát. A Rekettyésben, egy körülbelül 1,8–2,3 méter magas szintben a legmagasabb, 1,2–1,8 térfogatszázalék a szén-dioxid koncentráció. Ez azért érdekes, mert nem a terem alján a legnagyobb a szén-dioxid térfogatszázaléka.
A barlangban előforduló denevérek közül a nagy patkósdenevér, a kereknyergű patkósdenevér, a tavi denevér, a csonkafülű denevér és a nagyfülű denevér fokozottan védett denevérfajok. Csak a Bükki Nemzeti Park Igazgatóság engedélyével és kutatócsoporttal tekinthető meg. A bejárásához technikai eszközöket kell alkalmazni. A megtekintését a járatokban elhelyezett létrák teszik könnyebbé.
Hír János 1974-ben Ursus deningeri, amely a barlangi medve őse volt, maradványokat talált a barlangban. Ezután a Kordos László vezette őslénytani vizsgálat során, sok ősgerinces maradvány került elő belőle. Az őslénytani kutatáskor Mimomys savini, amely egy fontos, korjelző pocokfaj, Allocricetus éhiki, amely egy kihalt, kistermetű hörcsög és Glis sackdillingensis, más néven ősnagypele leleteket is találtak. A Mimomys pusillus pocokfajt először itt találták meg a Bükk-vidéken. A Bükk-vidéken eddig csak három helyen bukkantak ilyen idős, 700 000 éves korú barlangi kitöltésre.
Magyarországon ez volt az első barlang, amelyben radonkutatás folyt. A Bükk-vidék harmadik leghosszabb barlangja az István-lápai-barlang és a Bolhási–Jávorkúti-barlangrendszer után. Hazánk ötödik legmagasabb barlangja a Szent István-barlang, az Ariadne-barlangrendszer, a Rákóczi 4. sz. barlang és a Vass Imre-barlang mögött. A Vass Imre-barlang 10 centiméterrel magasabb a Hajnóczy-barlangnál.
A barlang Hajnóczy Józsefről lett elnevezve, aki a barlangot feltáró és kutató Hajnóczy József Barlangkutató Csoport névadója is volt. A csoport a nevét közvetlenül a tiszaföldvári Hajnóczy József Gimnáziumról kapta. A barlangban található Böhm-kürtő nevű részt Böhm Vilmos nevéről nevezték el, a Latinka Sándor-kürtőt Latinka Sándor nevéről, a Somogyi-terem nevű rész a barlang bejáratánál, a barlangból kiérkezéskor elhunyt Somogyi György nevéről, akinek a tiszteletére egy emléktáblát helyeztek el a Nagy-teremben, a Stromfi nevű rész Stromfeld Aurél nevéről, a Szabó András-terem Szabó András nevéről, aki a Hajnóczy József Gimnázium magyar-angol szakos tanára volt és abban az évben hunyt el, amikor ezt a termet felfedezték.

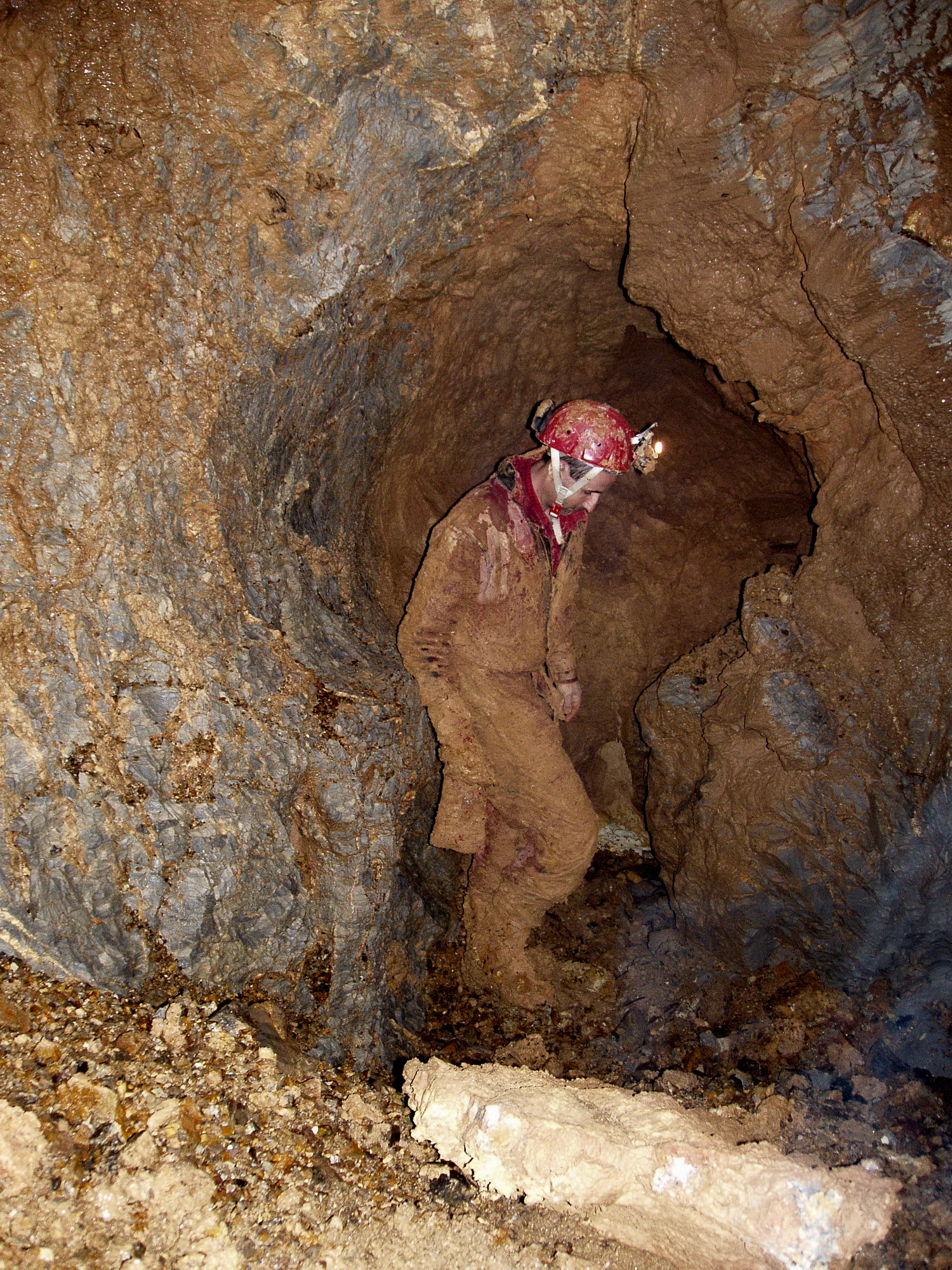
Hajnóczy-barlang, a Mogyorókrémes-szűkület után tágasabb a járat

A Tsitsogó az alját borító ragadós agyagról, az Alsó-füstös-terem és a Felső-füstös-terem a falakon látható fekete bevonatról, az Orgona nevű terem a megkocogtatva szép hangokat adó cseppkődrapériájáról, a Hufi-akna Hufnágel Pisti nevéről, aki a Mézga család egyik szereplője volt, a Balás Anna cintórium Balás Anna nevéről lett elnevezve. Balás Anna 26 éves korában hunyt el és a Hajnóczy József Barlangkutató Csoport tagja volt. Az Ariadne-kürtőt az Ariadne Karszt- és Barlangkutató Egyesület fedezte fel és nevezte el. A Jubileumi-ág a barlang feltárásának 10. évfordulója alkalmából kapta a nevét.
Előfordul a barlang az irodalmában Hajnóczy Cave (Kordos 1977), Hajnóczy József-barlang (Varga Lajos 1978), Odor-vári-barlang (Hevesi 1977), ezen a néven az Odorvári-barlangról is írtak, odor-vári Hajnóczy-barlang (Kordos 1984), Odor-vári Hajnóczy-barlang (Bertalan 1976) és Odorvári Hajnóczy-barlang (Varga 1979) neveken is.

## Kutatástörténet
1971-ben a barlang felfedezése akkor történt, amikor a közeli Odorvári-barlangban dolgozó Hajnóczy József Barlangkutató Csoport néhány napig vezető nélkül maradt és a diákok emiatt nem folytathatták a barlang feltárását. Ekkor a tanulók szétnéztek a környéken és egy rókalyukszerű üreget találtak. Másfél napig tágították a szűk járatot és munkájuk eredményeként a legvékonyabb tanuló, Ádám András befért a lyukon 1971. július 25-én. További járatbővítés után, ugyanazon a napon Gál István, Hegedűs Gyula és Pödör László is átjutott a bejárati szűkületen. November 6-án és 7-én Varga Csaba is csatlakozott a társasághoz és öten jutottak be a barlang folytatásába. 1972-ben vált ismertté a Nagy-terem és kezdték el felmérni a csoport tagjai járatait. Az addigi felmérés alapján készült vázlatos alaprajzi térkép a Karszt- és Barlangkutatási Tájékoztató 1972. évi 6. számában jelent meg.
1974-ben járható lett a Galériához vezető út, feltárult az Óriás-terem és sikerült lejutni a Komszomol nagy szakadékának aljára, valamint Baráth és Kondor felmérték a barlang 1974-ben felfedezett részeit és azokról a részekről egy alaprajzi barlangtérképet szerkesztettek. A Galéria létezését a Leyla nevű járat végén található nyílásnál észlelhető erős huzat miatt feltételezték. Ebben az évben Hír János beszorult egy szűkületbe, valamint a Felső-Galériában Ursus deningeri maradványokat talált. 1975-ben lettek feltárva a Komszomolon túli részek.

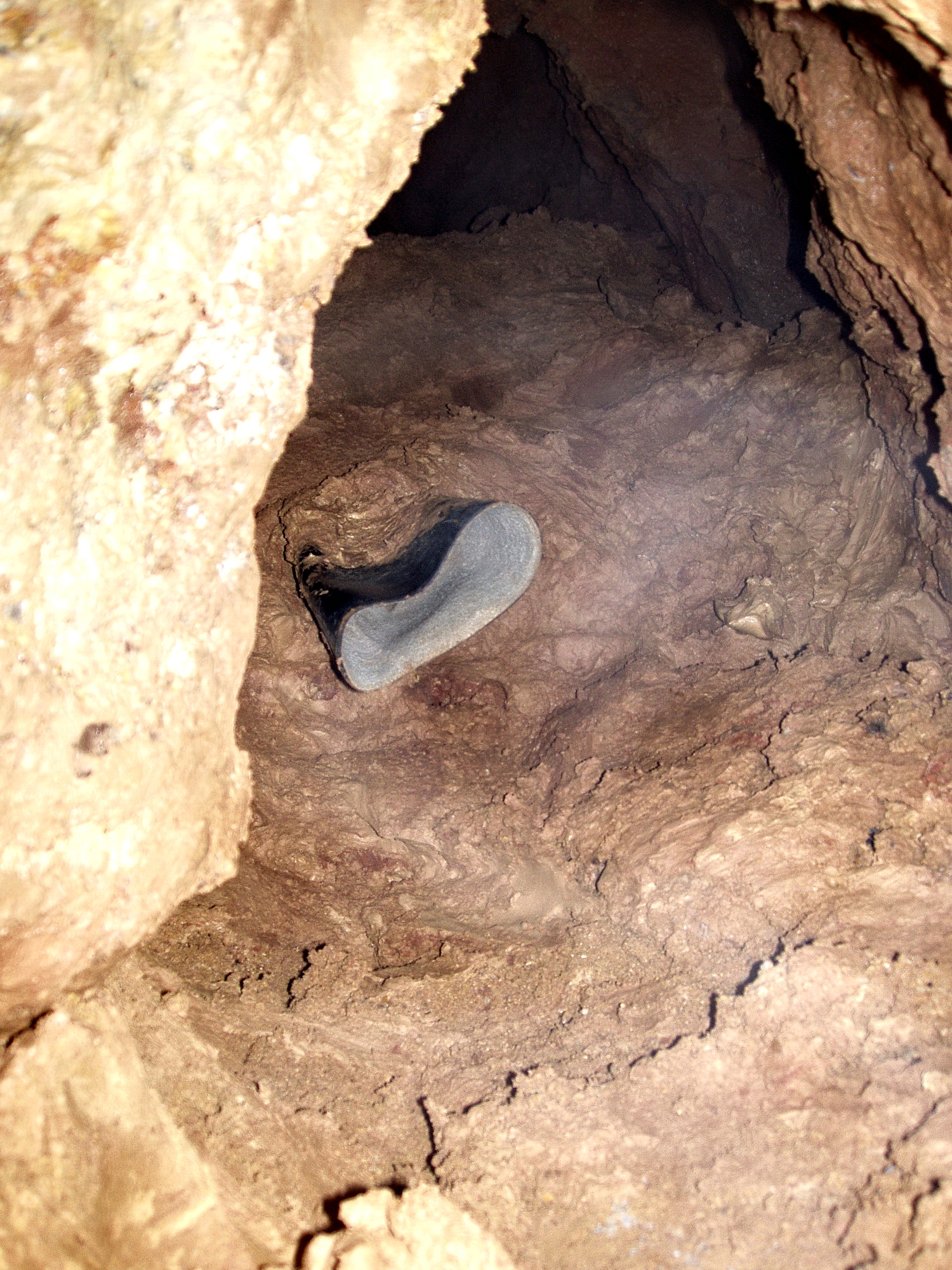
Hajnóczy-barlang, a Mogyorókrémes-szűkületben lévő ragadós agyag

Az 1975. évi MKBT Beszámolóban kiadott és Jánossy Dénes által írt jelentésben meg van említve, hogy 1975-ben a Hajnóczy-barlang kitöltéséből csontanyag lett gyűjtve, amelyet Varga Csaba átadott a Magyar Karszt- és Barlangkutató Társulat Őslénytani Szakbizottságának. 1976-ban vált országos jelentőségű barlanggá az 5300-as (Bükk) barlangkataszteri területen lévő, cserépfalui Hajnóczi-barlang. Ebben az évben készült a barlangról egy láthatóan hiányos alaprajzi térkép 1972 és 1976 közötti felmérések alapján.
Az 1976. évi MKBT Beszámolóban napvilágot látott és Kordos László által írt jelentésben szó van arról, hogy az Odorvár és egyben a Bükk egyik legnagyobb barlangját, a Hajnóczy-barlangot a Hajnóczy József gimnázium tanulói tárják fel 1972 óta, akik nagy súlyt helyeztek kezdettől fogva az őslénytani leletekre. 1973-ban segítségükkel Kordos László a Lapos-terem felszínének laza kitöltéséből vett üledékmintát, amelynek faunájáról nem lehetett egyértelműen eldönteni, hogy az riss-würm, vagy óholocén korú. 1975-ben a barlang újonnan feltárt részeiből 5 helyről 99 kg üledékmintát küldtek a Földtani Intézetbe. Ezek közül tulajdonképpen csak a Galéria kitöltésében volt fauna. 1976-ban erről a helyről, ahol egy medve egybefüggő mancsa is látszott, kb. 100 kg mintát vettek. Iszapoláskor, majd az 1977. évi válogatáskor derült ki, hogy a maradványok között Mimomys savini (pocokfaj) is van, amely a középső-pleisztocén korai szakaszának jellemzője. Hasonló korú gerinces lelőhely eddig a Bükkben lévő Tar-kőről (alsó rétegek) és Kövesváradról volt ismert. Ezért a lelőhely, és a Hajnóczy-barlang rendszeres őslénytani vizsgálatára később nagy súlyt kell fektetni.
Az 1976. évi MKBT Beszámolóban kiadott és Jánossy Dénes által írt jelentésben meg van említve, hogy 1976-ban szórvány őslénytani lelet került elő a Bükk hegységben lévő Hajnóczy barlangból (Varga Csaba). Az 1976-ban befejezett, Magyarország barlangleltára című kéziratban az olvasható, hogy az Odor-vári Hajnóczy-barlang a Bükk hegységben, Cserépfalun helyezkedik el. Az Odor-vár D-i oldalában van a ráccsal lezárt, szűk bejárata. A barlang 310, 320 m hosszú. Több szintes, nagyméretű barlangrendszer. Hasznosítás: turisztika, feltárás. A tiszaföldvári Hajnóczy gimnázium kezeli. A kézirat barlangra vonatkozó része 1 publikáció alapján lett írva.

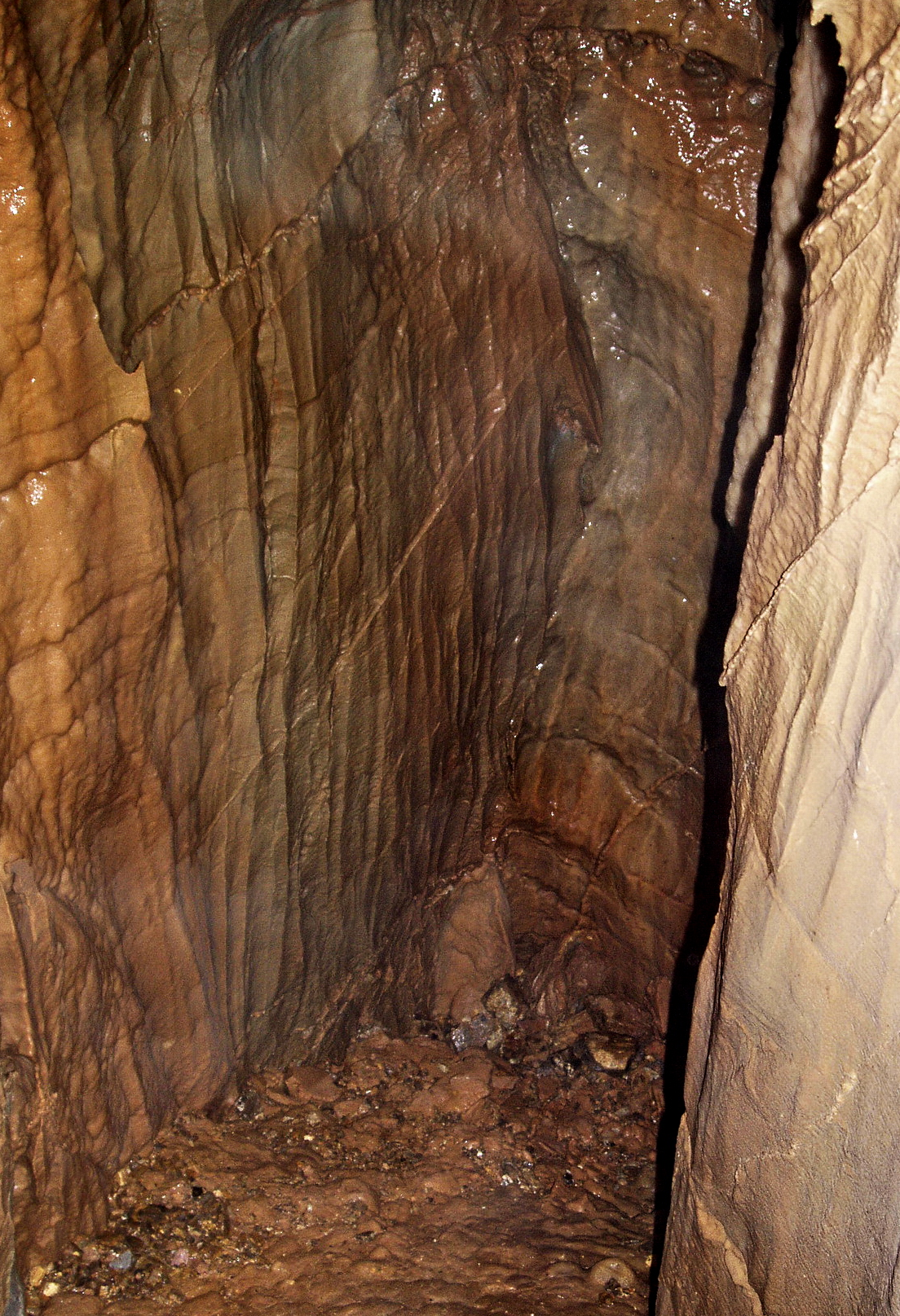
Hajnóczy-barlang, a Kút nevű akna alja

Az 1976-ban összeállított, országos jelentőségű barlangok listájában lévő barlangnevek pontosítása után, 1977. május 30-án összeállított, országos jelentőségű barlangok listáján rajta van a Bükk hegységben, Cserépfalun található barlang Hajnóczy-barlang néven. 1977-ben a barlangból levegő-, hordalék-, csepegő víz- és kőzetminták lettek gyűjtve. A kőzetmintákat a Magyar Állami Földtani Intézetben, a vízmintákat a Közép-Tisza-vidéki Vízügyi Hivatal szolnoki laboratóriumában vizsgálták. Az 1977-ben megjelent Bükk útikalauz szerint a hegy, amelyen a barlang nyílik és a hegyen található vár a barlangról lett elnevezve. A könyvben 650 m hosszúságig és 107 m mélységig felmért barlangnak van leírva.
Az 1977. évi MKBT Beszámolóban napvilágot látott és Jánossy Dénes által írt jelentésben szó van arról, hogy 1977-ben a Hajnóczy-barlang (Bükkzsérc) több pontjáról megint sok mintavétel történt. A Galéria végéből Mimomys savini-t tartalmazó középső pleisztocén leletek kerültek elő. A jelentésben meg van említve, hogy szórvány őslénytani leletet gyűjtött 1977-ben Varga Csaba a Hajnóczy-barlangból (Bükk hegység). Az 1977. évi Karszt és Barlang angol nyelvű különszámában megjelent, The longest and deepest caves of Hungary (December 31, 1975) című közleményből megtudható, hogy a Bükk hegységben fekvő, 584 m hosszú, 99 m mély Hajnóczy Cave 1975. december 31-én Magyarország 24. leghosszabb és 16. legmélyebb barlangja. Az 1977. december 31-i állapot szerint (MKBT Meghívó 1978. május) a Bükk hegységben lévő, 117 m mély és kb. 1234 m hosszú Hajnóczy-barlang az ország 10. legmélyebb és 10. leghosszabb barlangja.
Az 1977. évi Karszt és Barlangban megjelent összeállítás alapján, 1977. december 31-én Magyarország 11. leghosszabb barlangja a Bükk hegységben elhelyezkedő, 1977. december 31-én kb. 1234 m hosszú, 1976-ban 584 m hosszú, 1975-ben pedig 684 m hosszú Hajnóczy-barlang. Az összeállítás szerint, 1977. december 31-én Magyarország 11. legmélyebb barlangja a Bükk hegységben elhelyezkedő, 1977. december 31-én 117 m mély, 1976-ban 118 m mély, 1975-ben pedig 99 m mély Hajnóczy-barlang. Ez az összeállítás naprakészebb az 1978. májusi MKBT Meghívóban publikált listánál. 1978-ban le lett zárva a barlang és jutottak el a Stromfiba a Böhm-kürtő kibontásával, valamint ebben az évben kezdődött el a barlangban Somogyi György irányításával radonkutatás. Néhány éven belül készült egy új lezárás az első ajtótól egy m-rel beljebb, mert az első ajtót sokszor feltörték. Így a barlang védelmét két ajtó biztosította egyszerre, azonban ez sem akadályozta meg az illetéktelen behatolást.
1979-ben tárult fel az Új-rész, amelynek az elején Hír János 1974-ben beszorult. A barlangrész végén lévő Rekettyésben szén-dioxid feldúsulás akadályozta meg a további kutatást. Az 1979-ben megjelent, Barlangok a Bükkben című kiadvány szerint az Odorvári-barlang alatti sziklák között elbújva helyezkedik el a lezárt Hajnóczy-barlang. A Déli-Bükk legjelentősebb barlangja az 1200 m hosszú és 117 m mély barlang méretei és gyönyörű cseppkőképződményei miatt. A könyvhöz mellékelt, a Bükk hegység barlangokban leggazdagabb területét bemutató térképen látható a 70-es számmal jelölt barlang földrajzi elhelyezkedése. 1980-ban lett felfedezve a Balás Anna cintórium.

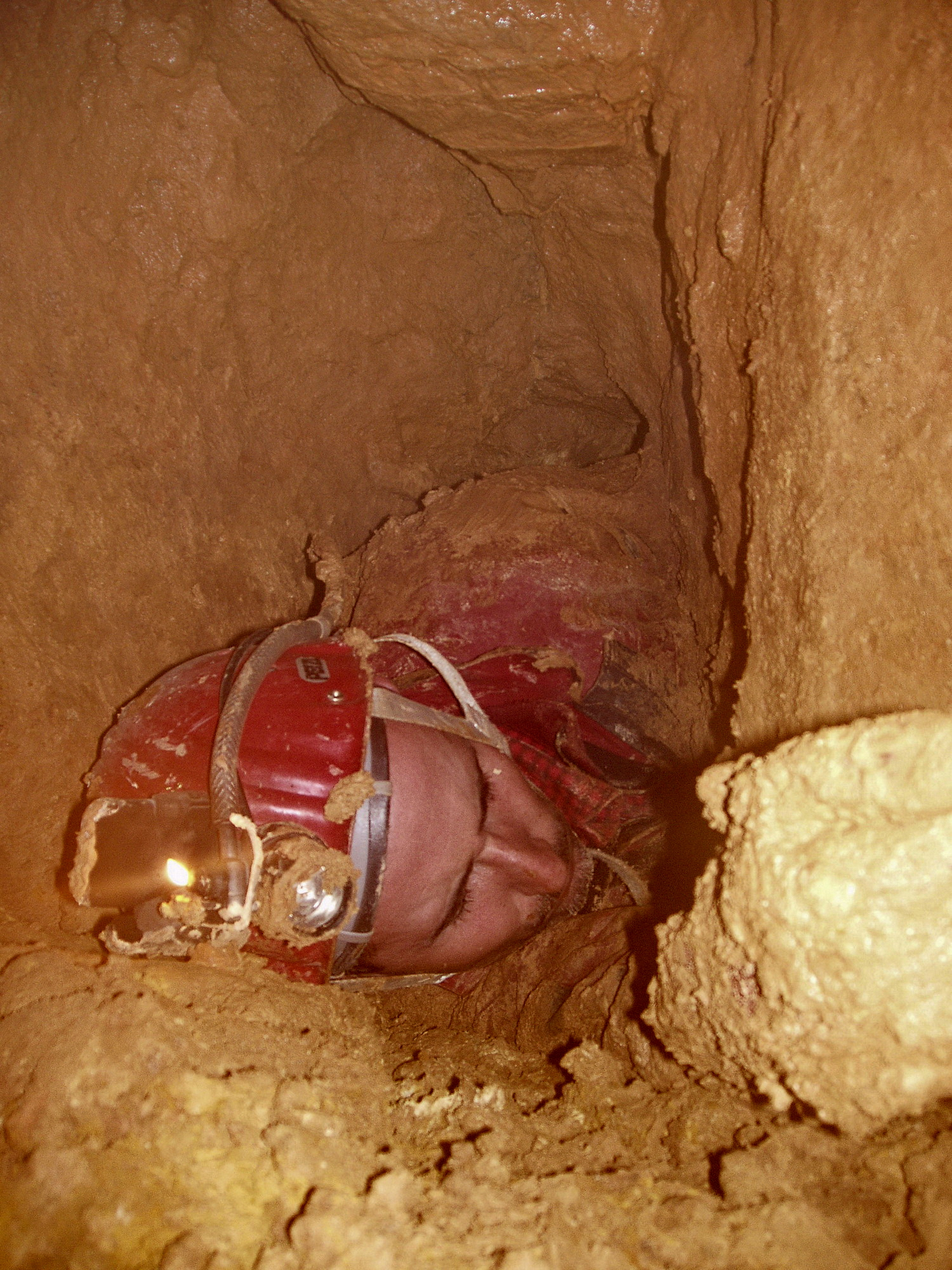
Hajnóczy-barlang, Mogyorókrémes-szűkület

Az 1980. évi Karszt és Barlang 1. félévi számában publikálva lett, hogy a kiemelt jelentőségű Hajnóczy-barlang az 5300-as barlangkataszteri területen (Bükk hegység) helyezkedik el. A barlangnak 5382/2. a barlangkataszteri száma. Az MKBT Dokumentációs Bizottsága a helyszínen el fogja helyezni, a többi kiemelt jelentőségű barlanghoz hasonlóan, a barlang fémlapba ütött barlangkataszteri számát. A barlangkataszteri szám beütéséhez alapul szolgáló fémlap ugyanolyan lesz mint a többi kiemelt jelentőségű barlang fémlapja.
1981-ben vált ismertté a Jubileumi-járat Tornyi László falmászása után. 1982-ben a Tiszaföldvári Hajnóczy József Gimnázium Barlangkutató Csoportjának volt kutatási engedélye a barlang kutatásához. 1982-ben lett felfedezve a Kürtős-kalács, a Csigabiga és az Agyagos. 1982. július 1-től az Országos Környezet- és Természetvédelmi Hivatal elnökének 1/1982. (III. 15.) OKTH számú rendelkezése (1. §. és 3. §., illetve 5. sz. melléklet) értelmében a Bükk hegységben lévő Hajnóczy-barlang fokozottan védett barlang. Fokozottan védett barlang mérete, morfológiai, genetikai értékei és gazdag cseppkőkiválásai miatt lett. Az 1982. szeptember–októberi MKBT Műsorfüzetben meg van említve, hogy a Bükk hegységben található Hajnóczy-barlang fokozottan védett barlang. A felsorolásban a barlangnevek az MKBT által jóváhagyott és használt helyesírás szerint, javított formában lettek közölve. 1983-ban tárult fel a Szabó András-terem. 1984-ben alaprajzi barlangtérkép és vetületi hosszmetszet barlangtérkép lett szerkesztve a barlangról.
Az 1984-ben kiadott, Magyarország barlangjai című könyv szerint az 1970-es évek egyik jelentős hazai felfedezésének számít az 1972. évi felfedezése és az 1974. évi felfedezések a barlangban, valamint a kiadvány részletesen ismerteti a barlangot. Az országos barlanglistában szerepel a Bükk hegységben lévő barlang odor-vári Hajnóczy-barlang néven. A listához kapcsolódóan látható az Aggteleki-karszt és a Bükk hegység barlangjainak földrajzi elhelyezkedését bemutató 1:500 000-es méretarányú térképen a barlang földrajzi elhelyezkedése. Szilák Csaba és társai hat évig dolgoztak a Vénusz-terem feltárásán, amit végül 1986-ban fedeztek fel. Az 1986. évi Karszt és Barlangban megjelent bibliográfia regionális bibliográfia részében szerepel a barlang Hajnóczy-barlang néven. Az összeállítás szerint a Karszt és Barlangban publikált írások közül 3 foglalkozik a barlanggal.
Az 1987. december 31-i állapot alapján Magyarország 13. leghosszabb barlangja az 5382/2 barlangkataszteri számú, 2250 m hosszú Hajnóczy-barlang. Az összeállítás szerint az 1977. évi Karszt és Barlangban közölt hosszúsági listában a barlang kb. 1234 m hosszú. Varga Cs. 1988. márciusi szóbeli közlése, hogy a barlang 2250 m hosszú, amelyből 1850 m van felmérve. Az 1987. december 31-i állapot alapján Magyarország 16. legnagyobb függőleges kiterjedésű barlangja az 5382/2 barlangkataszteri számú, 117 m függőleges kiterjedésű, 98 m mély és 19 m magas Hajnóczy-barlang. Az összeállítás szerint az 1977. évi Karszt és Barlangban közölt mélységi listában a barlang 117 m mély. 1987-ben a Sivatagosba, majd a Somogyi-terembe jutottak be a kutatók. 1988-ban a Nagy-teremben a Magyar Karszt- és Barlangkutató Társulat és az MTA Atommagkutató Intézete egy emléktáblát helyezett el Somogyi György emlékére és a Somogyi-teremből kiindulva a Hajnóczy József Barlangkutató Csoport tagjai megtalálták a Bogács nevű és a Depo feletti részeket. 1989-ben ismerték meg a Kristálykutat.
Az 1989. évi Karszt és Barlangban lévő, Magyarország barlangjai című összeállításban szó van arról, hogy a Déli-Bükk legnagyobb barlangja a DNy-i agyagpala terület és a DK-i (triász, zömmel tűzköves) mészkőterület határán, az Ódor-hegy oldalában nyíló Hajnóczy-barlang. Ennek kezdeti részeit diák barlangkutatók tárták fel 1971-ben. Jelenlegi hossza már meghaladja a 2200 m-t a rendszeres kutatások eredményeként. A majdnem a felfedezése óta lezárt barlang csak a kutatócsoporttal tekinthető meg. A Bükk hegység barlangjainak igazi gyöngyszemévé avatják érdekes korróziós formái, érintetlen cseppkőképződményei és impozáns méretű hasadékfolyosókkal összekapcsolt nagy termei. A publikációban lévő 3. ábrán (Bükk hegység térkép) be van mutatva a barlang földrajzi elhelyezkedése.
A folyóirat 1989. évi különszámában napvilágot látott ennek az utóbbi tanulmánynak az angol nyelvű változata (The caves of Hungary). Ebben a tanulmányban Hajnóczy Cave a barlang neve. Az angol nyelvű tanulmányhoz mellékelve megjelent egy olyan lista, amelyben Magyarország leghosszabb, és egy olyan lista, amelyben Magyarország legmélyebb barlangjai vannak felsorolva. A két felsorolás szerint a Bükk hegységben fekvő, 2250 m hosszú és 117 m mély Hajnóczy-barlang (Hajnóczy Cave) 1988-ban Magyarország 13. leghosszabb és 16. legmélyebb barlangja. (1977-ben a barlang 1234 m hosszú és 117 m mély volt.)

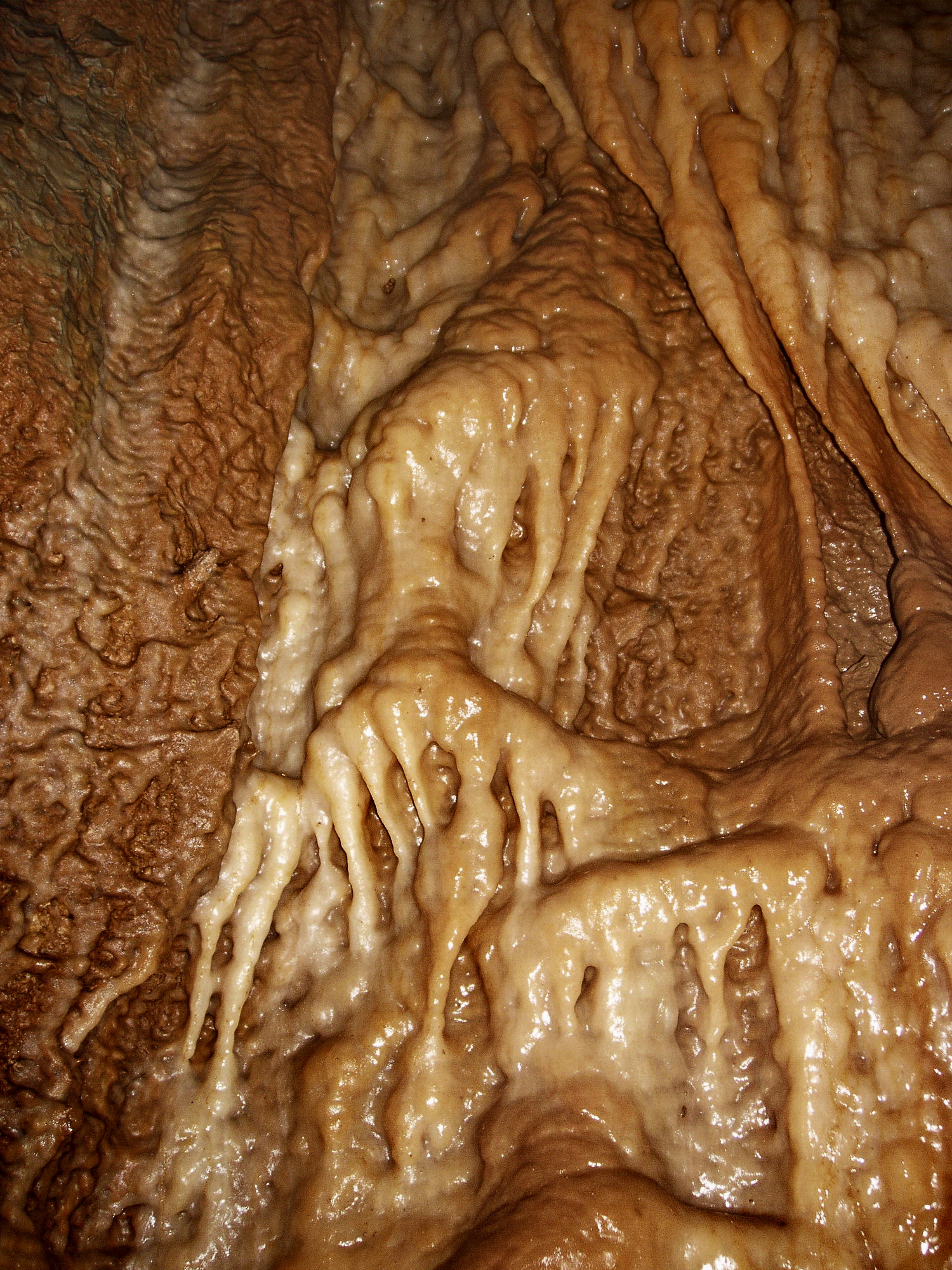
Hajnóczy-barlang, cseppkövek

1990-ben a Hajnóczy József Barlangkutató Csoportnak volt kutatási engedélye a barlang kutatásához. 1990-ben kezdték el járhatóvá tenni a Degec nevű részt és 1999-ben innen is sikerült átjutni a Vénusz-terembe. 1993-ban történt a harmadik különleges 400 milliméter átmérőjű csőben kialakított kivehető vasfedélszerű ajtó beépítése. Nem sokkal ezután a lezárást körben kibontották az erőszakkal bejutni akarók, a lezárást kinyitották és a barlangban elrejtették azt. 1996-ban lángvágóval teljesen szétdarabolták az ajtót. 1997-ben újra le lett zárva a barlang egy vaslemez ajtóval a Bükki Nemzeti Park Igazgatóság megbízásából az 1978-as lezárás helyén. Nem sokkal később kísérlet történt az ajtó melletti repedés kivésésével betörni a barlangba és ezért az ajtó környékét betonba rakott terméskővel erősítették meg.
1998. május 14-től a környezetvédelmi és területfejlesztési miniszter 13/1998. (V. 6.) KTM rendelete szerint a Bükki Nemzeti Park Igazgatóság illetékességi területén, a Bükk hegységben található Hajnóczy-barlang az igazgatóság engedélyével látogatható. Az 1999-ben kitöltött állapotfelvételi lapján az olvasható, hogy 2300 méter hosszú, 210 méter vízszintes kiterjedésű, 135 méter függőleges kiterjedésű, 28 méter magas és 107 méter mély. 2001. május 17-től a környezetvédelmi miniszter 13/2001. (V. 9.) KöM rendeletének értelmében a Bükk hegység területén lévő Hajnóczy-barlang fokozottan védett barlang. Egyidejűleg a fokozottan védett barlangok körének megállapításáról szóló 1/1982. (III. 15.) OKTH rendelkezés hatályát veszti.
2002 februárjában a betörők az ajtaját lángvágóval eltávolították és lehajították a hegyoldalba. Ebben az évben egy vastag, betonbéléses, szendvicsszerkezetű ajtót építettek be a régi ajtó helyett az 1997-ben készített ajtóval a homlokfelületén. Két hónapon belül megkísérelték feltörni az ajtót az illetéktelenül behatolni akarók egy benzinmotoros vésőgéppel, de az nem sikerült és ezért egy acéltüskét nyomtak a zárbetétbe, így az ajtót nem lehetett használni. A helyreállított ajtót négy milliméter vastag, saválló és lángálló, acél borítással látták el. Ez a 45×45 centiméteres ajtó több mint 100 kilogramm súlyú.
A 2003-ban megjelent, Magyarország fokozottan védett barlangjai című könyvben található barlangleírás szerint 2350 m hosszú, 135 m függőleges kiterjedésű és 210 m vízszintes kiterjedésű. A könyvben lévő, Egri Csaba és Nyerges Attila által készített hosszúsági lista szerint a Bükk hegységben lévő és 5382-2 barlangkataszteri számú Hajnóczy-barlang Magyarország 18. leghosszabb barlangja 2002-ben. A 2002-ben 2350 m hosszú barlang 1977-ben 1234 m és 1987-ben 2250 m hosszú volt. A könyvben található, Egri Csaba és Nyerges Attila által készített mélységi lista szerint a Bükk hegységben lévő és 5382-2 barlangkataszteri számú Hajnóczy-barlang Magyarország 11. legmélyebb barlangja 2002-ben. A 2002-ben 135 m mély barlang 1977-ben és 1987-ben is 117 m mély volt.

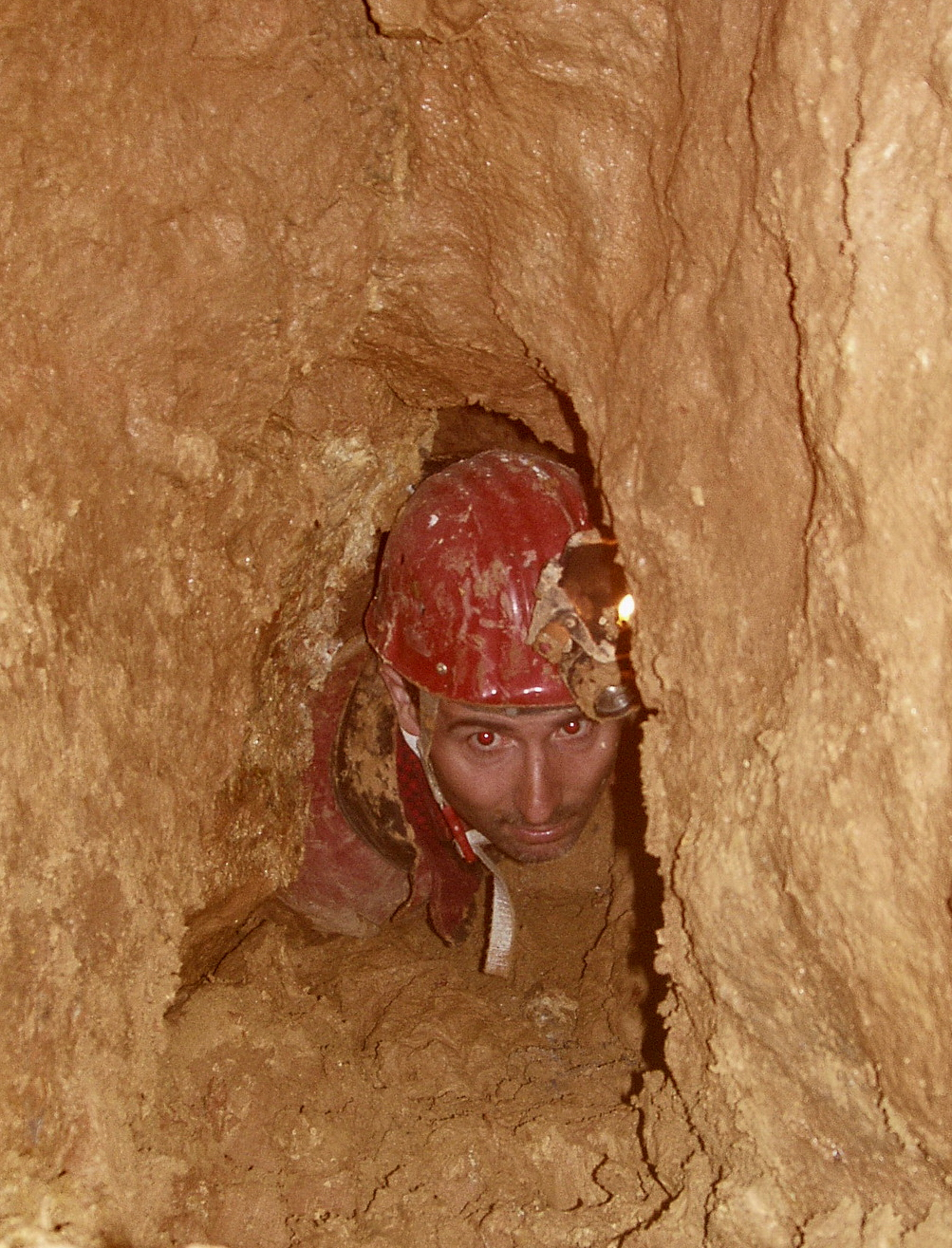
Hajnóczy-barlang, Mogyorókrémes-szűkület

2003. február és 2005. október között az Ariadne Karszt- és Barlangkutató Egyesület felmérte a barlangot a Bükki Nemzeti Park Igazgatóság megbízásából. A felmérés alapján alaprajz térkép és 20 darab alaprajz résztérkép készült. A résztérképek többsége keresztmetszeteket is ábrázol. A felmérés szerint a barlang 4137 m hosszú, 126 m függőleges kiterjedésű, 45 m magas és 81 m mély. 2004-ben, a felméréssel párhuzamosan az egyesület tagjai kimászták kürtőit és új részeket fedeztek fel a barlangban, például az Ariadne-kürtőt. 2005-ben az egyesület folytatta új részek felfedezését. 2005. szeptember 1-től a környezetvédelmi és vízügyi miniszter 22/2005. (VIII. 31.) KvVM rendelete szerint a Bükki Nemzeti Park Igazgatóság működési területén, a Bükk hegységben található Hajnóczy-barlang a felügyelőség engedélyével látogatható. 2005. szeptember 1-től a környezetvédelmi és vízügyi miniszter 23/2005. (VIII. 31.) KvVM rendelete szerint a Bükk hegységben lévő Hajnóczy-barlang fokozottan védett barlang.
A 2005-ben kiadott, Magyar hegyisport és turista enciklopédia című kiadványban önálló szócikke van a barlangnak. A szócikk szerint a Hajnóczy-barlang a Bükk hegységben helyezkedik el és 1982-ben lett fokozott védelem alá helyezve. A Cserépfalu szélén emelkedő Odorváron, 460 m tszf. magasságban van a barlang bejárata. 2350 m hosszú és 117 m mély. 1971. július 25-én bontással lett feltárva. A feltárás résztvevői Ádám András, Bárdi Anna, Gál István, Hegedűs Gyula és Pödör László, a tiszaföldvári Hajnóczy József Gimnázium tanulói voltak. A triász, tűzköves, illetve tűzkőmentes, szürke, ladini-karni mészkőben keletkezett barlang két jól megkülönböztethető részből áll. Az egyik részre a réteglapmenti oldódás, valamint korróziós folyamatok miatt létrejött, keskenyebb, szűkületekben gazdag és tekervényes járatok jellemzők. A másik, eróziós folyamatokkal kialakult részben nagy formák és az üregrendszer legnagyobb méretű termei vannak. Omladékok, törmelékhalmok teszik nehézzé a nagy termek közötti közlekedést.
Alsó szintjén időszakosan lecsorgó víz észlelhető. A különböző méretű, szín- és formagazdag állócseppkövekben és függőcseppkövekben, hatalmas cseppkőlefolyásokban nagyon gazdag barlangban több helyen barlangi gyöngyök és heliktitek is képződtek. A Varga Csaba által gondosan vezetett és 1971-ben az MKBT-be belépett Hajnóczy Barlangkutató Csoport (jelenleg Hajnóczy Barlangkutató SE) több évtizede kezeli a barlangot. Engedéllyel járható a lezárt barlang. Neidenbach Ákos szócikkében meg van említve, hogy Neidenbach Ákos első barlangi mászásai közül kiemelendő a Hajnóczy-barlangban 1989-ben alpintechnikával történt felfedezése új járatoknak és egy föld alatti tónak. Az Odorvár szócikkében meg van említve, hogy a Hajnóczy-barlangot 1971-ben fedezték fel a tiszaföldvári Hajnóczy József Gimnázium barlangkutatói, amelyet azóta felmértek. Folyamatosan növelik feltárt részeit az évente rendezett kutatótáboraikon.
2007. március 8-tól a környezetvédelmi és vízügyi miniszter 3/2007. (I. 22.) KvVM rendelete szerint a Bükki Nemzeti Park Igazgatóság működési területén lévő Bükk hegységben elhelyezkedő Hajnóczy-barlang az igazgatóság engedélyével tekinthető meg. 2012-ben a Bükki Nemzeti Park Igazgatóság megbízásából az Ariadne Karszt- és Barlangkutató Egyesület tagjai, Kovács Attila, Kovács Richárd és Szabó Zoltán felmérték a Háztető alatti szakaszt és a felmérés alapján Szabó Zoltán szerkesztette és rajzolta meg a szakasz alaprajzi barlangtérképét 2012 májusában. Ez a rész a felmérés alapján 93 m hosszú.
2013. július 19-től a vidékfejlesztési miniszter 58/2013. (VII. 11.) VM rendelete szerint a Hajnóczy-barlang (Bükk hegység, Bükki Nemzeti Park Igazgatóság működési területe) az igazgatóság hozzájárulásával látogatható. 2015. november 3-tól a földművelésügyi miniszter 66/2015. (X. 26.) FM rendelete szerint a Hajnóczy-barlang (Bükk hegység) fokozottan védett barlang. A 2021. évi MKBT Tájékoztatóban publikált és Leél-Őssy Szabolcs által írt közleményben szó van arról, hogy Magyarországon cseppkövek szerény mértékben a dunántúli barlangokban is elő-előfordulnak, a Bükk hegységben (pl. a Hajnóczy-barlangban) már sokkal több van belőlük, de cseppkövekben leggazdagabbak a Gömör–Tornai-karszt barlangjai. 2021. május 10-től az agrárminiszter 17/2021. (IV. 9.) AM rendelete szerint a Hajnóczy-barlang (Bükk hegység, Bükki Nemzeti Park Igazgatóság működési területe) az igazgatóság engedélyével látogatható. A 13/1998. (V. 6.) KTM rendelet egyidejűleg hatályát veszti.

## További irodalom
- Hazslinszky Tamás: Barlangkutatók az Odor-váron. Turista Magazin, 1981. (92. évf.) 4. sz. (április) 28–29. old.
- Hazslinszky Tamás: A Hajnóczy-barlang. Élet és Tudomány Kalendárium, 1981. 128–133. old.
- Hazslinszky Tamás: Barlangok nyomában az Odor-váron. Föld és Ég, 1983. (18. évf.) 10. sz. 314–316. old.
- Kraus Sándor: Barlangföldtan. I. Budapest, 1984.
- Nagy Imre: Barlangi üledékek termolumineszcenciás kormeghatározása és paleomágneses vizsgálata. Magyar Geofizika, 1988. (29. évf.) 4. sz. 150–155. old.
- Németh Gyula – Kocsis Emília – Varga Csaba: Az Odor-vár és a Hajnóczy-barlang. Matyóföld, 1974/1975. Mezőkövesd. 103–112. old.
- Szabó József: Cseppkövek erdejében. Szolnok Megyei Néplap, 1978. július 13. 6. old.
- Varga Lajos: Új cseppkőbarlang a Hór-völgyben. Élet és Tudomány, 1973. (28. évf.) 28. sz. (július 13.)
- –: Földvári barlangkutatók. Szolnok Megyei Néplap, 1987. augusztus 1.